# Phaonia impura
Phaonia impura är en tvåvingeart som beskrevs av Zinovjev 1987. Phaonia impura ingår i släktet Phaonia och familjen husflugor. Inga underarter finns listade i Catalogue of Life.